# The Book of Daniel (série télévisée)
Pour les articles homonymes, voir The Book of Daniel.
The Book of Daniel est une série télévisée américaine en huit épisodes de 42 minutes, créée par Jack Kenny et dont seulement quatre épisodes ont été diffusés entre le 6 et le 20 janvier 2006 sur le réseau NBC.
En France, le premier épisode a été diffusé le 16 décembre 2006 sur Série Club dans les Screenings 2006.

## Synopsis
Dans la ville fictive de Newbury du comté de Westchester, dans le sud de l'État de New York, le révérend Daniel Webster est prêtre de l'Église épiscopale des États-Unis. Il semble supporter tous les petits et grands malheurs de son entourage. À l'église, l'évêque Beatrice Congreve apprécie peu sa liberté de parole dans ses sermons et le père de Daniel, évêque à la retraite, reproche à son fils de n'être pas déjà évêque. Il doit accueillir de nouveaux fidèles (homosexuels, divorcés ou remariés avec leur belle-fille...) tout en essayant de ne pas froisser les riches et généreux membres de la communauté qui veillent sur le début des travaux d'une école privée, le projet de Daniel.
Chez lui, pendant que son épouse Judith avale des Martinis à la première contrariété et songe à reprendre son activité de conseillère politique, Daniel voit grandir ses enfants avec le plus de compréhension possible : 
- Peter, 23 ans, dont les études sont prometteuses et qui assume petit à petit son homosexualité,
- Grace, 16 ans, dont les talents de dessinatrice s'affirment, mais qui est arrêtée au début de la série pour commerce de drogue pour financer un nouveau logiciel de dessin et qui découvre que leur femme de ménage atteinte d'un cancer fume du cannabis pour atténuer ses douleurs,
- et Adam, 16 ans, fils adoptif d'origine chinoise, dont le souci est les parents de sa bien-aimée : Roger Paxton, le père, est parmi les plus généreux et impliqués donateurs de la paroisse de Daniel, en plus d'être raciste.

Les parents de Daniel sont aussi cause de soucis : la mère souffrant de la maladie d'Alzheimer est le tourment de son mari toujours fidèle de cœur, mais qui se réfugie dans les bras de Beatrice Congreve, dont le neveu plaît beaucoup à Peter qui est l'objet de l'attention de la nièce.
Pour tenir face à ses soucis, Daniel dépend beaucoup d'analgésiques achetés au Canada et de ses conversations avec Jésus qui lui apparaît et lui pose des questions sur les interprétations modernes des enseignements de l'Église, incitant Daniel à s'interroger sur ses propres forces et faiblesses.
Le nouveau problème qui jaillit au début du premier épisode est la mort du beau-frère de Daniel, Charlie, chargé des finances de la paroisse, notamment des fonds pour la construction de l'école. Au cours de la recherche de l'argent disparu avec la secrétaire de Charlie, Daniel va découvrir que la sœur de sa femme entretient une relation amoureuse avec cette secrétaire et être contraint d'en appeler aux relations avec la mafia d'un de ses amis, un curé catholique d'ascendance italienne.

## Distribution
- Aidan Quinn : Daniel Webster
- Garret Dillahunt : Jésus Christ

### La famille de Daniel
- Susanna Thompson : Judith, son épouse
- Christian Campbell : Peter, son fils aîné, brillant étudiant en médecine, homosexuel
- Alison Pill : Grace, sa fille, dessinatrice
- Ivan Shaw : Adam, le fils adoptif des Webster
- James Rebhorn : Bertram Webster, le père de Daniel, évêque à la retraite
- Cheryl White : Victoria Conlin, la sœur de Judith

### À l'église
- Ellen Burstyn : docteur et évêque Beatrice Congreve
- Dylan Baker : Roger Paxton, un des plus influents paroissiens de Daniel
- Laila Robins : Nora, la femme de Roger
- Dan Hedaya : père Frankie, curé catholique d'ascendance italienne

### Les relations des enfants de Daniel
- Leven Rambin : Caroline, la fille des Paxton et petite amie d'Adam
- Gillian Jacobs : Adele, la nièce de Beatrice Congreve
- John Driscoll : David, le frère de Caroline, dont Peter voudrait savoir s'il est homosexuel
- Jonah Meyerson : Yoda, jeune informaticien qui s'amourache de Grace après l'avoir aidé à installer un logiciel

### Autres
- Alana De La Garza : Jessie Gilmore, la secrétaire du mari de Victoria
- Daniel Mastrogiorgio : Michael Vaporelli, un des mafieux avec qui Daniel doit composer
- Marco Barricelli : Tony Vaporelli, frère de Michael
- Hayden Panettiere : Ronnie Dewing
- Halley Wegryn Gross : Wanda

## Fiche technique
- Titre original : The Book of Daniel (Le Livre de Daniel en français, par analogie avec le Livre de Daniel, une partie de l'Ancien Testament)
- Scénario : Jack Kenny, Andrew Landis, David Simkins, Blair Singer, Julia Swift, Harry Victor

## Épisodes
1. Titre français inconnu (Temptation)
2. Titre français inconnu (Forgiveness)
3. Titre français inconnu (Acceptance)
4. Titre français inconnu (Assignation)
5. Titre français inconnu (Withdrawal) non diffusé
6. Titre français inconnu (God's Will) non diffusé
7. Titre français inconnu (Revelations) non diffusé
8. Titre français inconnu (Betrayal) non diffusé

## Commentaires
Une partie du pilote de la série est tournée à All Saints Church (église de tous les saints) à Pasadena, en Californie.

### Controverses
La série a créé des controverses à cause de la façon dont elle représente la religion chrétienne, la consommation à but thérapeutique du cannabis et l'homosexualité.
La réception par les communautés chrétiennes des États-Unis a été variée. L'American Family Association a accusé NBC d'être anti-chrétienne et souligné le fait que Jack Kenny, créateur de The Book of Daniel, est homosexuel. 
Au contraire, la révérend Susan Russell, présidente d'IntegrityUSA et prêtre d'All Saints Church de Pasadena, a apprécié le fait qu'un prêtre épiscopal progressiste puisse être le protagoniste d'un programme de première partie de soirée, d'y voir des femmes pouvoir être évêques.
Au sein de l'Église épiscopale, le diocèse épiscopale de Washington a ouvert le blog de Daniel pour encourager le dialogue des paroissiens sur la série et les sujets qu'elle aborde. Il est devenu depuis le daily episcopalian et aborde les sujets religieux, culturels et politiques.
Un porte-parole de l'association évangélique Focus on the Family a accusé la série de montrer une vision répulsive de Jésus et d'être « intentionnellement agressive dans son attitude désinvolte vis-à-vis de comportements universellement considérés comme malsains pour la société. »  Certains s'interrogeant sur cette description d'une Église hypocrite.
Le personnage du prêtre catholique d'ascendance italienne et ayant des contacts avec la mafia a conduit à des remarques sur l'emploi de stéréotypes sur les catholiques et les Italiens.
NBC a eu des difficultés à vendre ses espaces publicitaires, même avec des réductions importantes de prix, d'après un article du New York Times.

### Diffusion
Huit des 232 stations affiliées à NBC ont refusé de diffuser la série à cause de plaintes de téléspectateurs : deux en Arkansas, une en Indiana, deux au Mississippi, une au Tennessee et deux au Texas. À Little Rock, un diffuseur local de The WB a décidé de diffuser la série en lieu et place de la station NBC.
La diffusion de la série est annulée sans raison officiellement donnée par NBC, le 24 janvier 2006. Le quatrième et dernier épisode diffusée, le 20 janvier 2006, a réuni 5,8 millions de spectateurs.
Après cette annulation, les épisodes inédits ont été diffusés en streaming sur le site NBC.com, à raison d'un disponible par semaine, du 27 janvier au 10 février 2006.
À la suite de la diffusion télévisée et sur internet des épisodes, des interrogations se posent sur la continuité et l'ordre de diffusion des épisodes à cause des différences entre ordre de passage et ordre de production, ainsi que d'événements résumés en introduction de certains épisodes et pourtant non montrés dans les épisodes précédents.